# Black Velvet (Lied)
Black Velvet (englisch für „Schwarzer Samt“) ist ein Rocksong der kanadischen Sängerin Alannah Myles, der im Juli 1989 erschien. Das Stück erreichte in den Vereinigten Staaten und der Schweiz Platz eins der Charts. 

## Entstehung und Veröffentlichung
Geschrieben wurde das Lied gemeinsam von den kanadischen Musikern David Tyson und Christopher Ward. Tyson zeichnete zudem auch für die Produktion verantwortlich.
Die Erstveröffentlichung von Black Velvet erfolgte am 28. März 1989 bei Atlantic Records, als Teil von Myles’ selbstbetitelten Debütalbum (Katalognummer: 7567-81956-2). Im Juli 1989 erschien das Lied zunächst in Kanada als zweite Singleauskopplung aus dem Album. Diese erschien als Single mit der B-Seite Hurry Make Love (Katalognummer: 78-88387-P). Im Dezember desselben Jahres folgte die Veröffentlichung in Australien und den Vereinigten Staaten sowie am 26. Februar 1990 in Deutschland. In Deutschland erschien es als Single mit der B-Seite If You Want To (Katalognummer: 7567-88742-7) sowie als Maxi-Single, die um die zweite B-Seite Who Loves You erweitert wurde (Katalognummer: 7567-86228-0).

## Inhalt
Das Lied stellt eine Reverenz an Elvis Presley dar; in der zweiten Strophe wird etwa Love Me Tender erwähnt. Black Velvet war ein Haarfärbemittel, das Presley nutzte. Ward schrieb das Stück, nachdem er anlässlich Presleys zehntem Todestag mit einer Gruppe von Fans nach Memphis gereist war, um einen Fernsehbeitrag zu produzieren.

## Rezeption
Myles wurde für das Stück mit dem Grammy Award for Best Female Rock Vocal Performance („Grammy-Preis für die beste weibliche Gesangsdarbietung – Rock“) ausgezeichnet.

## Kommerzieller Erfolg

### Chartplatzierungen
Black Velvet avancierte zum Nummer-eins-Hit in Norwegen, Schweden, der Schweizer Hitparade und den Vereinigten Staaten.
| ChartsChartplatzierungen       | Höchstplatzierung | Wochen |
| ------------------------------ | ----------------- | ------ |
| Deutschland (GfK)              | 2 (27 Wo.)        | 27     |
| Österreich (Ö3)                | 2 (18 Wo.)        | 18     |
| Schweiz (IFPI)                 | 1 (20 Wo.)        | 20     |
| Vereinigte Staaten (Billboard) | 1 (25 Wo.)        | 25     |
| Vereinigtes Königreich (OCC)   | 2 (18 Wo.)        | 18     |

| ChartsJahrescharts (1990)      | Platzierung |
| ------------------------------ | ----------- |
| Deutschland (GfK)              | 11          |
| Österreich (Ö3)                | 6           |
| Schweiz (IFPI)                 | 10          |
| Vereinigte Staaten (Billboard) | 18          |
| Vereinigtes Königreich (OCC)   | 18          |

### Auszeichnungen für Musikverkäufe
| Land/Region                  | Auszeichnungen für Musikverkäufe (Land/Region, Auszeichnung, Verkäufe) | Verkäufe  |
| ---------------------------- | ---------------------------------------------------------------------- | --------- |
| Australien (ARIA)            | Platin                                                                 | 70.000    |
| Dänemark (IFPI)              | Platin                                                                 | 90.000    |
| Deutschland (BVMI)           | Gold                                                                   | 250.000   |
| Neuseeland (RMNZ)            | 2× Platin                                                              | 60.000    |
| Österreich (IFPI)            | Gold                                                                   | 25.000    |
| Schweden (IFPI)              | Platin                                                                 | 50.000    |
| Vereinigte Staaten (RIAA)    | Gold                                                                   | 500.000   |
| Vereinigtes Königreich (BPI) | Platin                                                                 | 600.000   |
| Insgesamt                    | 3× Gold · 6× Platin ·                                                  | 1.645.000 |

## Coverversionen
- 1990: Robin Lee (#12 US-Country-Singlecharts)